# Университет Маврикия
Университет Маврикия (фр. Université de Maurice, англ. University of Mauritius, UoM) — крупнейшее и старейшее высшее учебное заведение Маврикия.
Главный кампус располагается в округе Мока.

## История
Университет Маврикия был основан официальным правительственным постановлением в декабре 1965 года. В 1971 году «Закон о Университете Маврикия» определил права, обязанности, функции и структуру нового вуза. 24 марта 1972 года королева Елизавета II торжественно открыла университет.

## Структура
Университет Маврикия включает в себя следующие подразделения:
- Факультет агрокультуры — старейший, основан в 1914 году как Школа агрокультуры.
- Факультет инжиниринга
- Факультет права и менеджмента
- Факультет океанографии
- Факультет естественных наук
- Факультет общественных и гуманитарных наук
- Центр информационных технологий и систем
- Центр исследования биомедицины и биоматериалов
- Центр инновационного обучения